# Nelsan Ellis
Nelsan Ellis (Harvey, Illinois; 30 de noviembre de 1977-Brooklyn, New York, Estados Unidos; 8 de julio de 2017) fue un actor de cine y televisión y dramaturgo estadounidense, conocido por su papel como Lafayette Reynolds en la serie de HBO True Blood, y más recientemente por su papel como Bobby Byrd en la película biográfica de James Brown, Get on Up, ganadora de varios premios de la televisión. 

## Primeros años
Nació en Harvey, Illinois. A raíz del divorcio de sus padres, Ellis y su madre se trasladaron a Bessemer, Alabama, donde estudió en la escuela de Jess Lanier durante un año, y luego se trasladó a la Escuela Secundaria McAdory. Se mudó de nuevo a Illinois a los 15 años, y se graduó en el Instituto Thornridge,  Illinois, en 1997. Ellis se graduó en Juilliard.

## Muerte
Murió el 8 de julio de 2017, debido a una insuficiencia cardíaca.

## Premios
- Mientras estaba en Juilliard, Ellis escribió una novela semiautobiográfica titulada "Feo" que más tarde ganó el premio a la mejor novela en el centro de Lincoln.
- 2008 - Premio de la Academia Internacional de prensa por el mejor actor de reparto en la serie de televisión True Blood por su papel como Lafayette Reynolds.
- 2009 - Premio "Brink of Fame:Actor" en los NewNowNext Awards por su papel como Lafayette Reynolds en True Blood.
- 2009 - Premio Ewwy por "Mejor Actor de Reparto en la Serie Dramática" por su papel como Lafayette Reynolds en True Blood.
- 2009 - Premio al "Mejor actor de reparto" por su papel como Lafayette Reynolds en True Blood.

## Filmografía

### Películas
| Año  | Título            | Papel                   | Notas                    |  |
| ---- | ----------------- | ----------------------- | ------------------------ |  |
| 2005 | Warm Springs      | Roy Coller              | Película para televisión |  |
| 2008 | The Express       | Will Davis, Jr.         |                          |  |
| 2009 | El solista        | David Carter            |                          |  |
| 2009 | Talento           | Tito                    | Cortometraje             |  |
| 2010 | Secretariat       | Eddie Sweet             | -                        |  |
| 2011 | Criadas y señoras | Sr. Henry               |                          |  |
| 2013 | El mayordomo      | Martin Luther King, Jr. |                          |  |
| 2014 | Get on Up         | Bobby Byrd              |                          |  |

### Televisión
| Año         | Título        | Papel              | Notas                                             |
| ----------- | ------------- | ------------------ | ------------------------------------------------- |
| 2005        | The Inside    | Howard Carter      | 13 episodios                                      |
| 2007        | Veronica Mars | Apolo Bukenya      | Episodio: "Sé lo que vas hacer el próximo verano" |
| 2007        | Sin rastro    | Deng Nimieri       | Episodio "Niño Perdido"                           |
| 2008 - 2014 | True Blood    | Lafayette Reynolds | Regular                                           |
| 2016        | Elementary    | Shinwell Johnson   | Regular                                           |